# Antônio Carlos (Minas Gerais)
Pour les articles homonymes, voir Antônio Carlos.
Antônio Carlos est une municipalité brésilienne de l'État du Minas Gerais et la microrégion de Barbacena.